# Ulica Saska w Warszawie
Ulica Saska – ulica na Saskiej Kępie w dzielnicy Praga-Południe w Warszawie, rozpoczynająca się przy ul. Ateńskiej, a kończąca przy alei Waszyngtona. 
Nazwa ulicy nawiązuje do dynastii Sasów, której przedstawiciele dzierżawili tereny Saskiej Kępy (tę samą nazwę do 1847 nosiła ulica sąsiadująca z Ogrodem Saskim). Zabudowę ulicy tworzą głównie domy mieszkalne, m.in. z okresu dwudziestolecia międzywojennego, a także punkty usługowe i szkoły.

## Przebieg i ruch uliczny
Ulica Saska jest częścią ciągu komunikacyjnego obejmującego ulice: gen. Bora-Komorowskiego – Egipska – Saska. Zaczyna się na Kępie Gocławskiej, przy skrzyżowaniu z ulicą Ateńską, a kończy na wysokości alei Jerzego Waszyngtona. Po drodze krzyżuje się z ul. Lotaryńską, Argentyńską, Lizbońską, Stanów Zjednoczonych, Kubańską, Brazylijską, Meksykańską, Zwycięzców, ul. Walecznych, Irlandzką, Dąbrówki, Angorską i Adampolską.
Ulica Saska na całej swej długości jest dwukierunkowa i jednojezdniowa. Nie przebiegają przez nią drogi rowerowe, jest natomiast istotna z punktu widzenia komunikacji miejskiej – swoje przystanki mają tu autobusy linii 111, 123, 147, 151, 507, 509; nocne: N02, N22 i N72.

## Historia
Ulica Saska wzmiankowana jest m.in. w projekcie Wydziału Technicznego magistratu miasta z 1925, gdzie planowano utworzenie terenu handlowego u zbiegu ulic Zwycięzców i Saskiej. Ulica od początku przewidziana była jako arteria o zwiększonym natężeniu ruchu w związku z czym powstały wzdłuż niej podwójne szpalery drzew i szerokie chodniki, które – podobnie jak nawierzchnię – ułożono w roku 1938. Istniejący do dziś szeroki pas zieleni między jezdnią a chodnikiem jest śladem koncepcji poprowadzenia linii tramwajowej, która miałaby łączyć aleję Waszyngtona z Gocławiem. W latach 30. XX wieku powstało kilka istniejących do dziś domów, w tym m.in. dom przy ul. Saskiej 101, który wskazywany jest jako prawdopodobna lokalizacja powstańczego szpitala polowego funkcjonującego na Saskiej Kępie między sierpniem a październikiem 1944 roku.
Zabudowa powojenna powstała częściowo w okresie PRL-u, jak np. budynki w ramach osiedli Saska Kępa I i Saska Kępa II, a częściowo już po roku 1989, jak np. budynek przy ul. Saskiej 105 (1995–1998).

## Obiekty

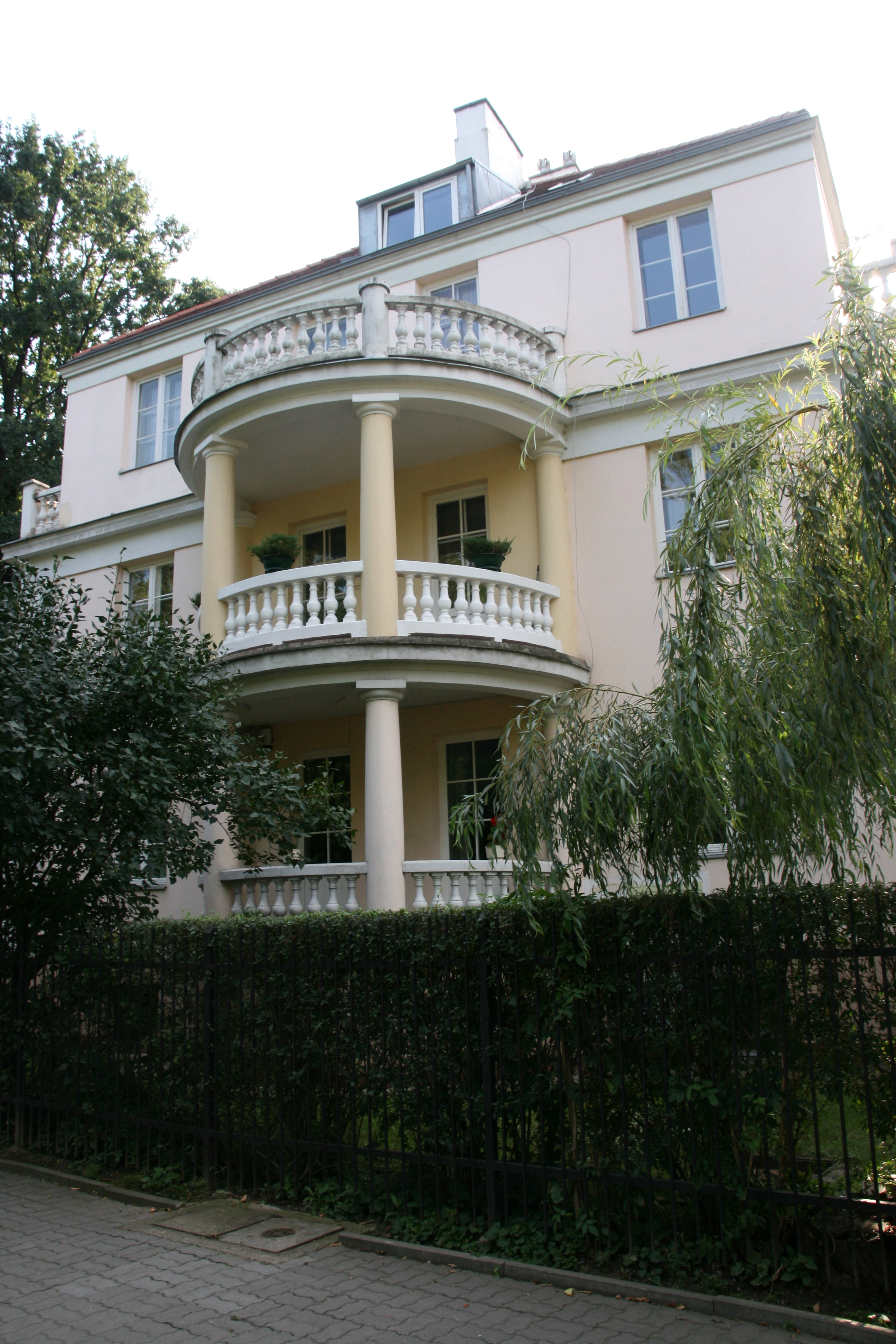
Dom przy ul. Saskiej 101

- Gmach przy al. Stanów Zjednoczonych 27 (wejście od ul. Saskiej) – Szkoła Podstawowa nr 143 im. Stefana Starzyńskiego[9]. Przed budynkiem znajduje się pomnik prezydenta Starzyńskiego (autorstwa Ludwiki Nitschowej[10]), który przeniesiono w 2008 z Ogrodu Saskiego[11]. Wewnątrz szkoły znajdują się m.in. prace Janusza Wildena, który w 1990 przekazał szkole swój dorobek artystyczny[12].
- Gmach przy ul. Saskiej 59 – IV Liceum Ogólnokształcące im. Adama Mickiewicza kontynuujące tradycje szkoły założonej w XIX wieku przez Emiliana Konopczyńskiego, jedna z najstarszych szkół średnich w Warszawie[13]. Budynek zaprojektowany został przez Mieczysława Krwawicza[14].
- Gmach przy ul. Saskiej 61 – budynek przychodni lekarskiej zaprojektowany przez Hannę Downarowicz-Żurkowską[15].
- Budynek przy ul. Saskiej 63/75 – gmach zaprojektowany przez Andrzeja Gałkowskiego[16], od 1964[f] siedziba stacji krwiodawstwa – Regionalnego Centrum Krwiodawstwa i Krwiolecznictwa[17].
- Budynek przy ul. Saskiej 72 – dom wielorodzinny z 1938, zaprojektowany przez Stanisława Bukowińskiego[18].
- Świątynia rzymskokatolicka przy ul. Nobla 16 (z wejściem także od ul. Saskiej) – kościół pw. św. Andrzeja Boboli (Parafia Matki Bożej Nieustającej Pomocy), pierwotnie (1938–1939) wznoszono go według projektu Piotra Marii Lubińskiego i Henryka Wąsowicza, ostatecznie powstał według projektu Józefa Łowińskiego i Jana Bogusławskiego z 1948–1949. Zarówno fasada, jak i wnętrze kościoła wykazują nawiązania do architektury gotyckiej. Wnętrze kościoła zdobią m.in. malowidła ścienne autorstwa Marii i Jerzego Ostrowskich oraz rzeźby wykonane przez Tadeusza Świerczka[19]. Obiekt wpisany do rejestru zabytków[20]. Pod tym samym adresem działa także przedszkole – Ecole Française privée Antoine de Saint-Exupéry[21].
- Ognisko Pracy Pozaszkolnej nr 2 przy ul. Nobla 18/26 (z wejściem także od ul. Saskiej)[22] – dawniej: XIV Ogród Jordanowski). Od 2010 na terenie ogrodu znajduje się nowy budynek[23], m.in. z salą informatyczną i siłownią. Konstrukcja budynku zapewnia też możliwość użytkowania jego dachu dla dzieci zjeżdżających zimą na sankach[24]. Od roku 2012 na terenie ogrodu rośnie następca Królewskiego Dębu (Dębu Saskiego), przed wojną znajdującego się na obszarze posesji przy ul. Francuskiej 4[25].
- Budynek przy ul. Saskiej 101 – dom z 1935, wpisany do rejestru zabytków[20]. Widoczne zastosowanie elementów stylu dworkowego, jak np. białe balustrady, wsparte na kolumnach balkony i trójkątne zwieńczenia[26]. Prawdopodobna lokalizacja powstańczego szpitala polowego funkcjonującego na Saskiej Kępie między sierpniem a październikiem 1944 roku[6].
- Budynek przy ul. Saskiej 103 – dom, w którym przed II wojną światową mieszkał gen. Stanisław Bułak-Bałachowicz[27]. W 1994 budynek został zreprywatyzowany na podstawie tzw. dekretu Bieruta[28].
- Budynek przy ul. Saskiej 68 – dom, w którym mieszkał ppor. Konrad Guderski.
- Gmach przy ul. Saskiej 78 – Zespół Szkół nr 21, w skład którego wchodzi LXXXVII Liceum Ogólnokształcące im. gen. Leopolda Okulickiego, Technikum Nr 27 im. prof. Józefa Zawadzkiego oraz Policealna Szkoła Nr 1[29]. W budynku mieści się także siedziba Stowarzyszenia Pomocy Młodzieży Młodzież Polska przy ul. Saskiej[30].
- Gmach przy ul. Angorskiej 2, wejście od ul. Saskiej – Ośrodek Sportu i Rekreacji Praga Południe – Środowiskowa Hala Sportowa SASKA[31].
- Gmach przy ul. Angorskiej 2, róg ul. Saskiej – Gimnazjum z Oddziałami Dwujęzycznymi nr 18 im. Ignacego Jana Paderewskiego w Warszawie, dawniej Szkoła Podstawowa nr 15 im. Ignacego Jana Paderewskiego, a w okresie 1959–1990 im. Mariana Buczka[32].
- Budynek przy ul. Saskiej 98 – dom wielorodzinny z ok. 1937[18]. W 2008 budynek zreprywatyzowano[33] na podstawie dekretu Bieruta.
- Budynek przy ul. Saskiej 100 – siedziba Kancelarii Komornika Sądowego przy Sądzie Rejonowym dla Warszawy Pragi-Południe przy ul. Saskiej[34].
- Budynek przy ul. Saskiej 109 – dom, w którym w latach 1955–1965 mieszkał Władysław Gomułka. Od 30 kwietnia 1985 fakt ten upamiętniała tablica. Z czasem została ona jednak usunięta[35].
- Budynek przy ul. Saskiej 111 – willa z 1991, zaprojektowana przez Waldemara Szczerbę i Ryszarda Tomasika. Wyróżniają ją wykusze, ceglana okładzina i oculus[36].

## Galeria

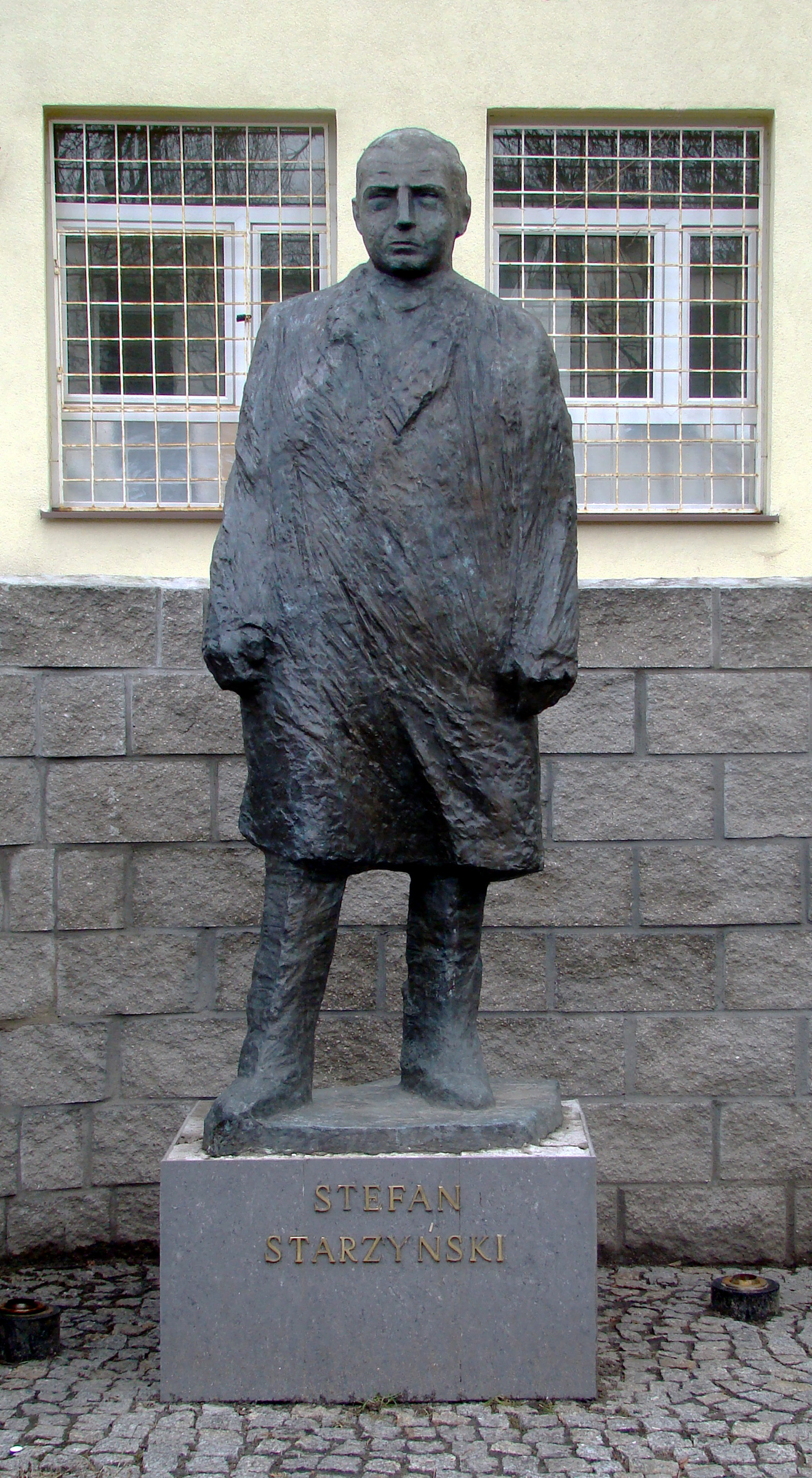
Pomnik Stefana Starzyńskiego
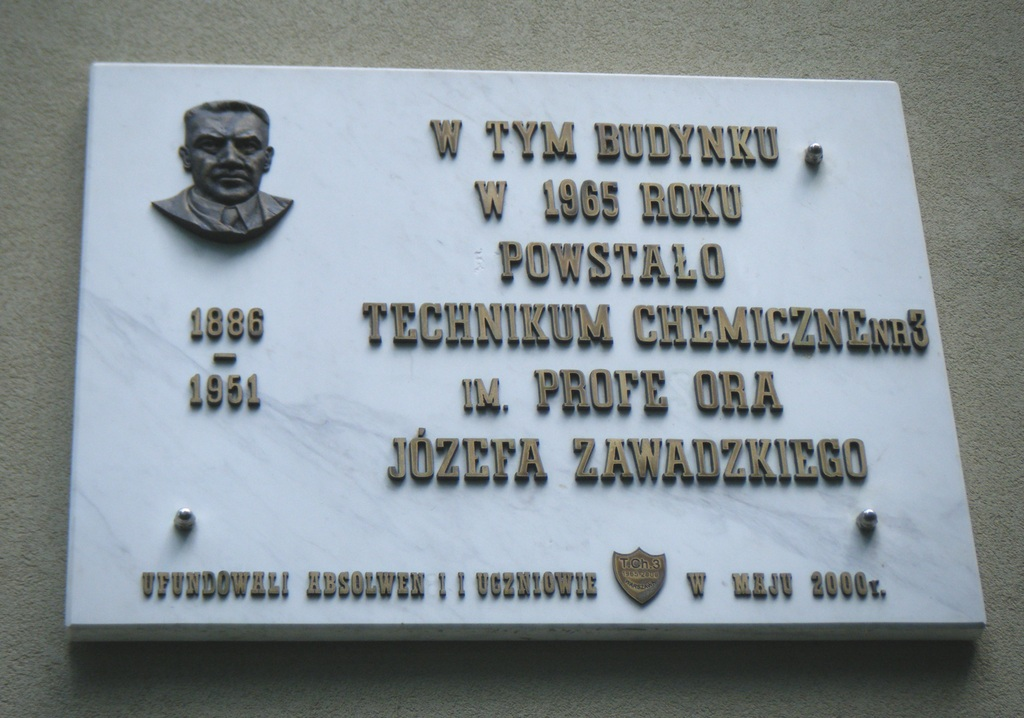
Saska 78: Tablica pamiątkowa
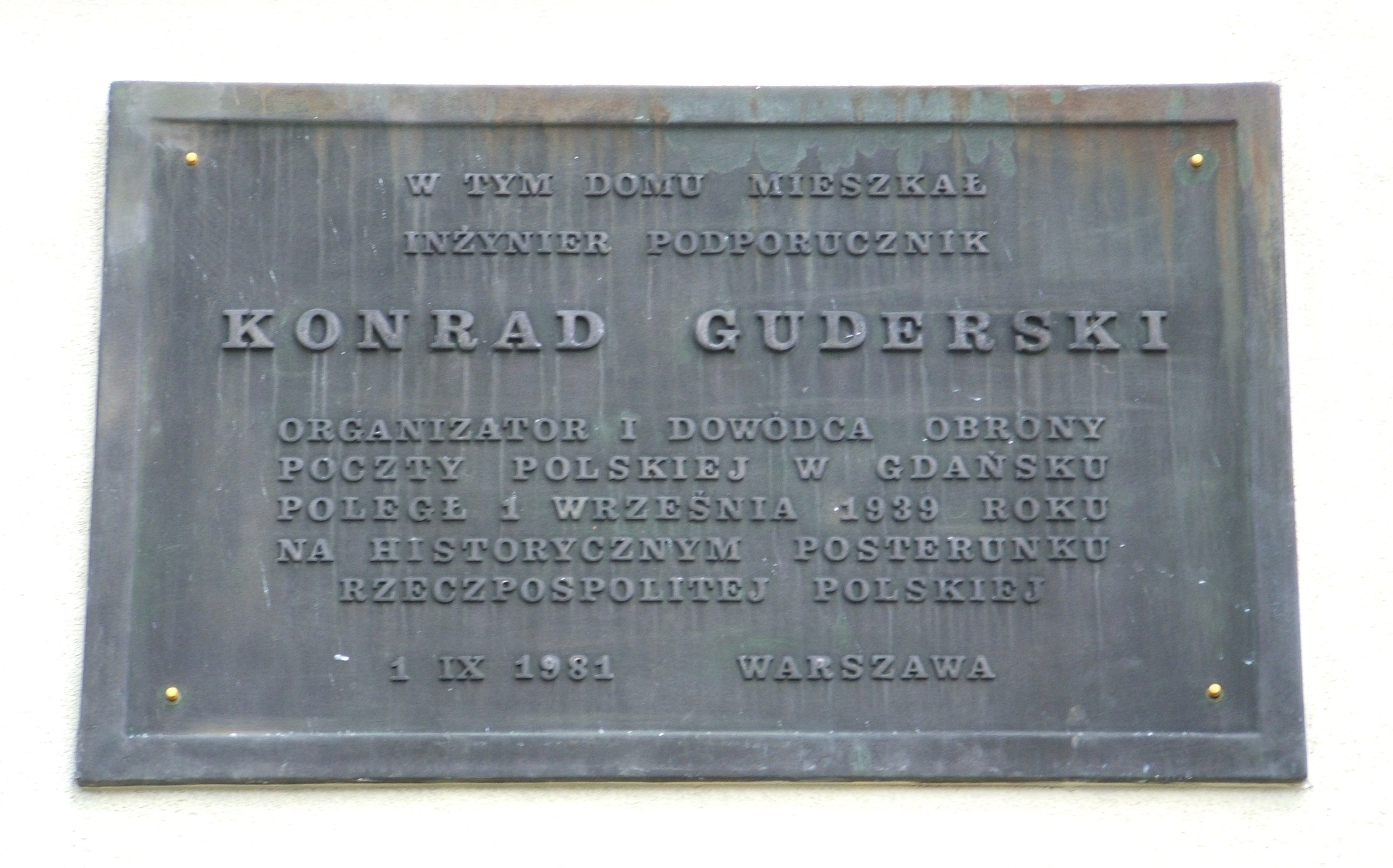
Saska 68: Tablica pamiątkowa
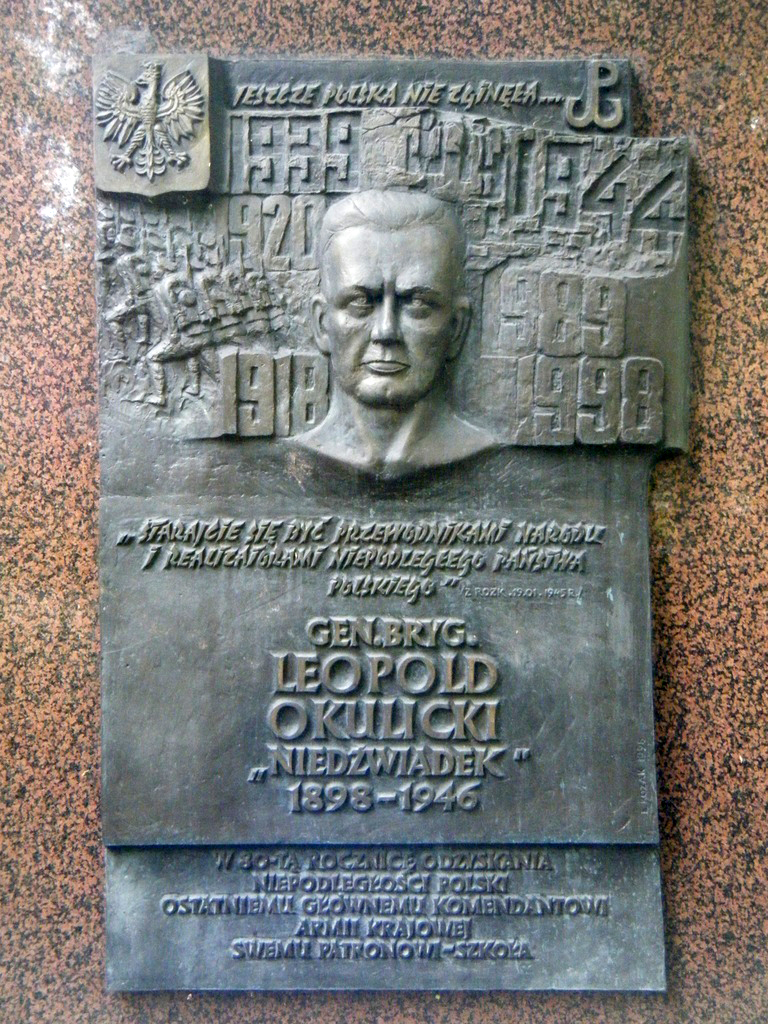
Saska 78: Tablica pamiątkowa
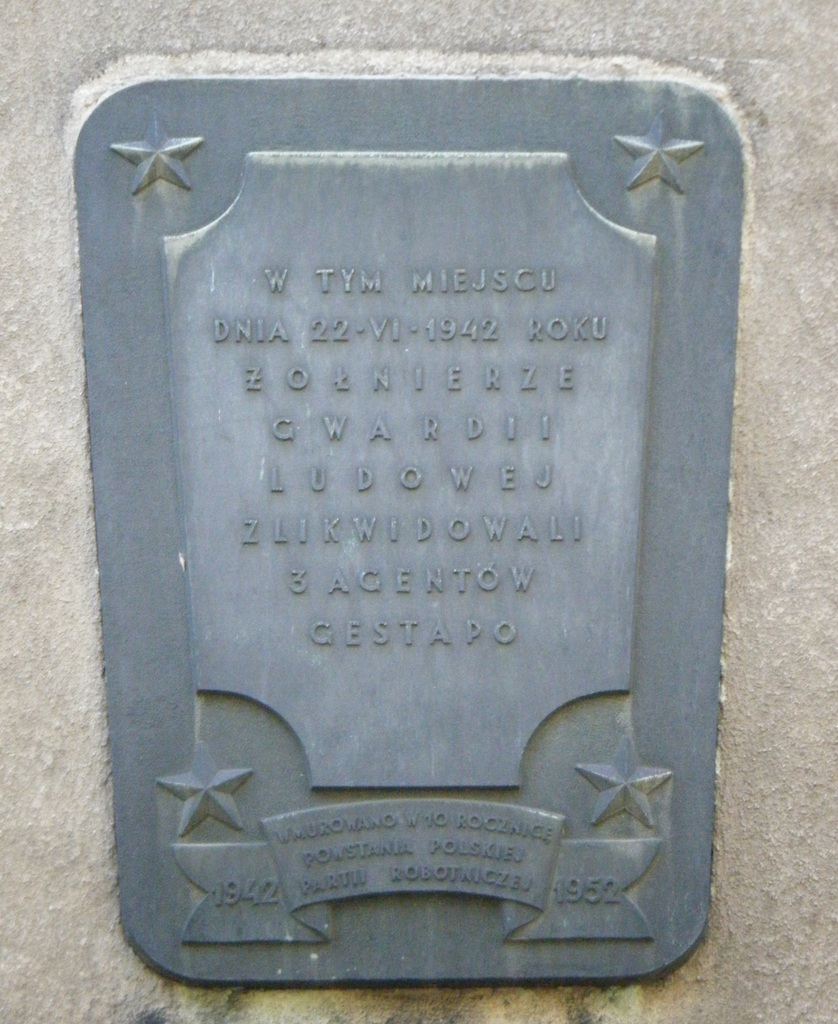
Saska 91: Tablica pamiątkowa